# Nack
Nack ist eine Ortsgemeinde im Landkreis Alzey-Worms in Rheinland-Pfalz. Sie gehört der Verbandsgemeinde Alzey-Land an.

## Geographie

### Lage
Nack ist ein Dorf im deutschen Bundesland Rheinland-Pfalz. Die Gemeinde befindet sich im Südwesten der Weinbauregion Rheinhessen und ist zudem Teil des gleichnamigen Weinanbaugebietes, welches mit seinen 26.578 ha Rebfläche das größte Weinanbaugebiet in Deutschland ist. Im Nordwesten der Gemeinde befindet sich der Ahrenberg mit der gleichnamigen Einzellage. Die Einzellage Ahrenberg liegt innerhalb der Großlage Adelberg, die wiederum dem Bereich Bingen angehört. Das Dorf ist Teil von zwei Naturräumen, dessen Grenze sich von Norden nach Süden durch die Gemarkung zieht. Der westliche Teil – ohne Siedlungsfläche – gehört der naturräumlichen Haupteinheitengruppe des Saar-Nahe-Berglands (Nr. 19) an, einer Mittelgebirgslandschaft, die sich durch Rheinland-Pfalz und das Saarland zieht. Hierbei liegt die Gemarkung in der Haupteinheit des Nordpfälzer Berglands (193) sowie der Untereinheit der Glan-Alsenz-Höhen (193.12–16), präziser im Naturraum der Wiesener Randhöhen (193.15). Der östliche und größere Teile der Gemarkungsfläche, auf dem auch die Siedlungsfläche liegt, gehört der naturräumlichen Haupteinheitengruppe der Oberrheinischen Tiefebene (Nr. 20–23) an. Hierbei liegt die Gemarkung in der Haupteinheit des Rheinhessischen Tafel- und Hügellands (227) sowie der Untereinheit des Alzeyer Hügellands (227.4), präziser im Naturraum der Bolander Randhöhen (227.41). Darüber hinaus gehören große Teile der Gemarkung dem Landschaftsschutzgebiet der Rheinhessischen Schweiz an, einem Naturraum der sich aus den Wiesener Randhöhen und dem Neubamberger Riegel zusammensetzt. Lediglich der der südöstliche Teil der Gemarkung gehört nicht zu diesem Landschaftsschutzgebiet.
Nack gehört dem Landkreis Alzey-Worms sowie der Verbandsgemeinde Alzey-Land an und verfügt über ein Areal von 5,56 km², welches überwiegend als Landwirtschaftsfläche genutzt wird. Die Nachbargemeinden sind – im Uhrzeigersinn – Wendelsheim (nördlich), Erbes-Büdesheim (östlich), Offenheim (südöstlich), Bechenheim (südlich) und Nieder-Wiesen (westlich). Das Dorf liegt auf einer mittleren Höhe von 265 m ü. NHN und verfügt über einen Tiefpunkt von 200 m ü. NHN an der westlichen Gemeindegrenze zu Nieder-Wiesen sowie einem Höchstpunkt von 311,25 m ü. NHN an der südlichen Gemeindegrenze zu Bechenheim. Der Ortskern befindet sich auf einer Höhe zwischen 262 m ü. NHN und 272 m ü. NHN.

### Flächenaufteilung

#### Flächennutzung
Nach Daten des Statistischen Landesamtes Rheinland-Pfalz (Stand 31. Dezember 2017).

#### Fluraufteilung
Die Nacker Gemarkung verfügt über eine Gesamtfläche von 556 ha, wobei auf den Ortskern beziehungsweise die Siedlungs- und Verkehrsfläche 66 ha – also rund 11,8 % der Gesamtfläche – entfallen. Die landschaftlichen Flächen um das Dorf sind in verschiedene Flure aufgeteilt, diese setzten sich aus zehn Hauptfluren, mit ihren Untereinheiten zusammen. Die Fluraufteilung sieht wie folgt aus:
- Norden:
  - Auf dem Berg: Ahrenberg, Am Ahrenberg, Am Berg, Auf dem Berg
  - Rieth: Im Pabst, Zu Rieth
  - Auf dem Ufer: Auf der Brech
- Nordosten:
  - Enterpfuhl: Am Kreuz, In der Döll, Im Entenpfuhl
- Osten:
  - Baierforst: Im Schadacker, Bei der Ziegelhütte, Am Arnoldsgarten, An der Erbes-Büdesheimer Straße, Am Baierforst, Am Röderweg
- Südosten:
  - Zu Bauch: An der Bechenheimer Straße, Zu Roth
- Süden:
  - Kurzgewann: In den hundert Morgen, Auf der Straße
  - Maßholder: Am Bechenheimer Weg, An der Lust, In der Maßholder, Am Dornberg, Am Niederwiesener Weg, Auf der Gipp, In der Muhl, Auf der Haid, am Kappenwald, Im Loch
  - Merzhöbel: Auf dem Damm, Auf der Heugabel, In der Bornwiese, Auf dem Merzhöbel, In der Merzenau, In den neun Morgen
- Westen:
  - Pfingstkopf: Oberster Pfingstkopf, Am Pfingstweg, Unterster Pfingstkopf[5]

### Erhebungen
Im Norden der Gemeinde befindet sich der Nacker Ahrenberg, auf den Wiesener Randhöhen der Glan-Alsenz-Höhen des Nordpfälzer Berglandes. Der Name der Lage entstand durch die falsche Schreibung des mittelhochdeutschen Adjektivs „overen/oren“. Die Bezeichnung muss als „Oberberg“ gedeutet werden. Der Nacker Ahrenberg befindet sich auf einer Höhe von 292 m ü. NHN und verfügt über eine Rebfläche von 28 ha sowie ein Wochenendgebiet am südwestlichen Hang. Auf dem Ahrenberg befindet sich die gleichnamige Einzellage. Die Einzellage Ahrenberg liegt innerhalb der Großlage Adelberg, die wiederum dem Bereich Bingen angehört. Seine Böden bestehen überwiegend aus Andesit Braunerde, einem vulkanischen Gestein mit mittlerem SiO2-gehalt, Verbraunung und Verlehmung, welche aus dem Zeitalter des Perm entstammen. Die Andesit Braunerde ist ein Endprodukt dunkler, vulkanischer Lava des Rotliegend. Es handelt sich um einen flachgründigen, stark steinigen, sandig-tonigen Lehmboden mit geringer Speicherfähigkeit für pflanzenverfügbares Bodenwasser. Der Boden verfügt über ausreichende Durchlüftung, eine gute Nährstoffversorgung sowie gute Erwärmbarkeit und eingeschränkte Wurzeltiefe. Nach Westen und Nordwesten grenzt der Nacker Ahrenberg an das Naturschutzgebiet Arenberg-Dreigemeindewald, einem 0,65 km² großem Gebiet, das im Jahr 1991 unter Naturschutz gestellt wurde. Im Dreigemeindewald zwischen Nack, Mörsfeld und Wendelsheim gibt es auf der Arenberg-Seite mehrere Fundstellen auf Privatgelände, die in den letzten Jahren (2014–2016) Achate in intensiver Färbung lieferten. Die Stücke sind allerdings meist kleiner als 10 cm und besitzen eine Vielzahl von Rissen. Am 2. Juni 2010 erfolgte die Einweihung eines Hinweisschildes zur Weinbergslage des Nacker Ahrenbergs, in der Nähe des Sportplatzes und der Straße Am Wingertsberg.

### Wasserflächen
Die Gemeinde Nack verfügt über eine Wasserfläche von drei Hektar, was einem Anteil von 0,6 % der Gesamtfläche der gesamten Gemarkung ausmacht. Die Wasserflächen setzen sich überwiegend aus drei Bächen, einem Biotop sowie einem Teich zusammen. Bei einem der Bäche handelt es sich um den Nackbach. Dieser verfügt über eine Gesamtlänge von 2,3 km, der in der Gemeinde selbst entspringt und in der Nachbargemeinde Nieder-Wiesen in die Wiesbach mündet. Der Nackbach entspringt auf einer Höhe von 282 m ü. NHN in der Nähe des Nacker Wasserbehälters, südlich der Gemeinde am rechten Fahrbahnrand der Landesstraße 407. Der Bach fließt zum größten Teil durch den südlichen Teil der Gemeinde. Auf einer Höhe von 200 m ü. NHN mündet er im Nordwesten der Nachbargemeinde Nieder-Wiesen – in der Nähe der Kläranlage Nack/Nieder-Wiesen – in einen Seitenarm des Wiesbachs. Der Nackbach verfügt über einen Zufluss. Am Pfingstweg, nahe der Kreisstraße 7 Richtung Nieder-Wiesen, mündet linksseitig der Waldwiesenbach in den Nackbach. Dieser verfügt über eine Gesamtlänge von 0,95 km der sowohl in der Gemeinde entspringt, als auch entmündet und ebenfalls nur den südlichen Teil der Gemeinde durchstreift. Der Waldwiesenbach entspringt auf einer Höhe von 275 m ü. NHN, auf der östlichen Seite des Merzhöbel, südlich der Nacker Gemarkung. Vom Merzhöbel fließt er westlich zwischen dem Oberen und Unteren Pfingstkopf vorbei und mündet auf einer Höhe von 210 m ü. NHN am Pfingstweg in die Nackbach. Zwischen dem Oberen und Unteren Pfingstkopf streift der Waldwiesenbach ein Feuchtbiotop (Nummer S015485), dass der „Herstellung eines Gewässers“ dient und der Abteilung „Ausbau oberirdischer Gewässer“ untergeordnet ist. Darüber hinaus entspringt im südlichen Teil der Gemarkung, in der Nähe der Gemeindegrenze zu Bechenheim, der Dornbach. Dieser Bach verfügt über eine Gesamtlänge von 1,56 km und mündet ebenfalls, wie der Nackbach, in der Nachbargemeinde Nieder-Wiesen, als rechter Nebenfluss in die Wiesbach. Der Dornbach entspringt auf einer Höhe von 298 m ü. NHN auf dem Maßholder, von dort überquert er zunächst die Gemeindegrenze nach Nieder-Wiesen, ehe er anschließend die Flure Dornberg und Am Wingertsberg durchfließt und im Ortskern in die Wiesbach mündet. Alle drei Bäche sind der dritten Ordnung zugeordnet. Darüber hinaus befindet sich auf dem Gelände hinter der Feuerwehr ein Teich, der jedoch nicht öffentlich zugänglich ist.

### Klima
In Nack herrscht ein „gemäßigt warmes“ Klima, die Jahresdurchschnittstemperatur liegt bei 8,8 °C. Im Jahresverlauf ist der Juli der wärmste Monat mit einer durchschnittlichen Temperatur von 17,4 °C. Der kälteste Monat ist der Januar mit einer durchschnittlichen Temperatur von −0,2 °C. Daraus ergibt sich ein Unterschied von 17,6 °C zwischen dem kältesten und wärmsten Monat. Selbst in trockenen Monaten gibt es in Nack „viel“ Niederschlag. Der Niederschlag variiert um 25 mm pro Quadratmeter zwischen dem trockensten Monat März (42 mm) und dem niederschlagsreichsten Monat August (67 mm). Über das komplette Jahr verteilt summieren sich die Niederschläge zu 636 mm pro Quadratmeter auf.
In einer durch Wladimir Peter Köppen entwickelten und von Rudolf Geiger fortgeführten Klimaklassifikation zählt Nack zur Klassifikation „CfB“. Als C-Klimate bezeichnete man „warm-gemäßigte“ Regenklimate, deren Temperatur des kältesten Monats zwischen 18 °C und −3 °C liegen. Die jährliche Niederschlagssumme liegt höher als die beim Steppenklima BS berechnete Trockengrenze. Der Klimatyp „Cf“ steht für ein „feuchtgemäßigtes Klima“, die Niederschläge hierbei sind relativ gleichmäßig verteilt. Mit der Bezeichnung des Klimauntertypen „b“ wird ein „warmer Sommer“ beschrieben. Im b-Klima liegt die Durchschnittstemperatur der vier wärmsten Monate über dem 10-°C-Mittel, der wärmste hingegen unter der 22-°C-Marke. Das Cfb-Klima ist einer der am häufigsten anzutreffenden Klimatypen, vor allem in Mittel- und Westeuropa. Orte mit einem vergleichbaren Cfb-Klima sind unter anderem: Han i Elezit (Kosovo), Köln (Deutschland), London (Vereinigtes Königreich) oder auch Wellington (Neuseeland).
|                        | Jan  | Feb  | Mär | Apr  | Mai  | Jun  | Jul  | Aug  | Sep  | Okt  | Nov | Dez  |   |      |
| Mittl. Temperatur (°C) | −0,2 | 1,1  | 4,5 | 8,6  | 12,5 | 16,0 | 17,4 | 16,8 | 14,1 | 9,3  | 4,3 | 1,3  | ⌀ | 8,8  |
| Mittl. Tagesmax. (°C)  | 2,3  | 4,3  | 8,9 | 13,5 | 17,9 | 21,3 | 22,7 | 22,0 | 19,2 | 13,5 | 7,1 | 3,6  | ⌀ | 13,1 |
| Mittl. Tagesmin. (°C)  | −2,7 | −2,0 | 0,2 | 3,7  | 7,2  | 10,7 | 12,2 | 11,7 | 9,1  | 5,1  | 1,6 | −1,0 | ⌀ | 4,7  |
|                        |      |      |     |      |      |      |      |      |      |      |     |      |   |      |
| Niederschlag (mm)      | 50   | 43   | 42  | 42   | 55   | 65   | 62   | 67   | 53   | 47   | 53  | 57   | Σ | 636  |

| −2,7 |

| −2,0 |

| 0,2 |

| 3,7 |

| 7,2 |

| 10,7 |

| 12,2 |

| 11,7 |

| 9,1 |

| 5,1 |

| 1,6 |

| −1,0 |

| −2,7 |

| −2,0 |

| 0,2 |

| 3,7 |

| 7,2 |

| 10,7 |

| 12,2 |

| 11,7 |

| 9,1 |

| 5,1 |

| 1,6 |

| −1,0 |

| N i e d e r s c h l a g | 50  | 43  | 42  | 42  | 55  | 65  | 62  | 67  | 53  | 47  | 53  | 57  |
|                         | Jan | Feb | Mär | Apr | Mai | Jun | Jul | Aug | Sep | Okt | Nov | Dez |

### Schutzgebiete
Im westlichen Teil der Gemarkung, zwischen dem Oberen und Unteren Pfingstkopf, befindet sich ein Feuchtbiotop (Nummer S015485), dass der „Herstellung eines Gewässers“ dient und der Abteilung „Ausbau oberirdischer Gewässer“ untergeordnet ist. Das Feuchtbiotop wird vom Waldwiesenbach gestreift. Ebenfalls im westlichen Teil der Gemarkung, auf dem Ahrenberg in der Nähe der Wochenendhaussiedlung, befindet sich eine 0,01 ha große Felswand (Gebietsnummer: BT-6213-0150-2009). Diese Felswand steht unter den gesetzlichen Schutzstatus „Biotoptypen der gesetzlich geschützten Biotope“ sowie „Schutz zur Erhaltung von Biotopen bestimmter Arten“. Es handelt sich um den Biotoptyp „sekundärer Silikatfels“, der „spärlich mit Gehölzen bewachsen“ ist. In der Nähe der Felswand befindet sich ein „Halbtrockenrasen“ (Gebietsnummer: BT-6213-0151-2009), der über die gleichen Schutzstatus verfügt. Der Rasen erstreckt sich auf zwei Flächen verteilt über eine Fläche von 0,73 ha. Es handelt sich um den Biotoptyp „Trespen-Halbtrockenrasen“, einen naturnahen Kalk-Trockenrasen mit Verbuschungsstadien (Festuco-Brometalia). Dieselben Schutzstatus genießt ebenfalls ein „Halbtrockenrasen-Relikt“ (Gebietsnummer: BT-6214-1060-2009) auf dem Flur Auf dem Ufer, am Motocrossgelände nördlich von Nack. Der Rasen erstreckt sich auf drei Flächen verteilt über eine Fläche von 0,16 ha. Es handelt sich hierbei ebenfalls um den Biotoptyp „Trespen-Halbtrockenrasen“, mit einem naturnahen Kalk-Trockenrasen und Verbuschungsstadien (Festuco-Brometalia) sowie einem besonderen Orchideen-Bestand. Die südliche Teilfläche beheimatet einen Übergang zum Steppenrasen, während die nördliche Teilfläche verbuscht ist.

## Geschichte

### Ortsname
Der Name „Nack“ – früher auch „Nache“ (1333) und „Nacte“ (1336) – wurde von manchen Forschern vom althochdeutschen Wort „hnac“ (=Scheitel) abgeleitet und kann durchaus als zutreffend für die Lage auf dem felsigen Hochufer des einstigen Tertiärmeeres angesehen werden. Daneben gibt es die Auffassung, dass der Name aus dem auf „Nackheim“ verkürzten „Nackenheim“ entstanden sei. Ursprünglich könnte es zum Personenkurzname „Nacko“ gehört haben, also die Bezeichnung für das „Heim des Nackos“. Das Wort „-heim“ sei mit der Zeit verfallen, so dass nur der Name „Nack“ übrig blieb.

### Entstehungsgeschichte
Zum ersten Mal urkundlich erwähnt wurde der Ortsname 1304. Es besaß zwei bekannte Höfe, den Antoniterhof (auch Thöngeshof oder Pfalzhof genannt) und den Hunolsteiner Hof, der dem Vogt von Hunolstein gehörte und eine abgesteinte Mark bildete, also nicht der Nacker Obrigkeit unterstand. Im „Zinsbuch des Wildgrafen Friedrich I.“ findet sich die Eintragung, dass die Herren vom Antoniterhaus zu Alzey für ihren Besitz zu Nack „vier Malter und zweieinhalb firdelingos“ zu zahlen haben. Es wird jedoch vermutet, dass Nack bereits früher entstand. Sein Ursprung wird als sogenannter „Nebenhof“ von der „Urmark Erbes-Büdesheim“ gesehen, die in der Rodungszeit nach 650 auf dem damals noch stark bewaldeten Höhenrücken südlich des oberen Wiesbachtals entstanden ist. Neben Nack lagen um Erbes-Büdesheim herum drei weitere Nebendörfer, die jedoch untergegangen sind und deren Gemarkungen später in deren von Erbes-Büdesheim aufgegangen sind. Aulheim im Norden, Eyche im Nordwesten und Riede (auch Rode genannt) im Westen. Alle drei Nebenhöfe sind im 15./16. Jahrhundert zu Wüstungen geworden. Lediglich die Flurnamen Eicher Wald, Rieder Tal sowie die Mühlen Riedmühle und Aulheimer Mühle blieben erhalten. Für die Katholiken von Nack war der Ort Eyche von Bedeutung, im Mittelalter wurden sie von deren Pfarrei betreut. In einem trapezförmigen Steinbeil, dass van in der Gemarkung von Nack fand, ist das älteste Zeugnis menschlicher Spuren zu sehen. Es wird in die Jungsteinzeit (4500–1800 vor Chr.) datiert. Aus vorgeschichtlicher Zeit ist ansonsten nur noch der Rest eines ehemaligen Ringwalls auf dem Ahrenberg bekannt.
Erbes-Büdesheim gehörte als Dorf ursprünglich um 1275 zur Grafschaft Leiningen, ab 1350 zu der Vorderen und Hinteren Grafschaft Sponheim – deren Hauptbesitz im Hunsrück lag – und nach deren Aussterben 1437 zu deren Erben: zur Grafschaft Veldenz, zur Markgrafschaft Baden und zur Kurpfalz. Von 1559 bis 1598 sowie von 1611 bis 1673 zählte es zu Pfalz-Simmern, einer Nebenlinie der Kurpfalz mit Regierungssitz in Simmern, und ab 1673 ganz zur Kurpfalz.
Nack wurde erst im Jahre 1822 zur selbständigen politischen Gemeinde. Bis dahin war Nack dem „Unteramt“ Erbes-Büdesheim zugeordnet und unterstand zusammen mit 77 weiteren rheinhessischen Ortschaften dem kurpfälzischen Oberamt Alzey. Obwohl Nack bis 1821 als Teil Erbes-Büdesheims galt und erst 1822 politisch selbständig wurde und Bürgermeister erhielt, besaß der Ort doch bereits im 18. Jahrhundert Schultheißen. Unter anderem sind Schultheißen vom Burggrafen von Alzey namentlich bekannt. Aus dem 18. Jahrhundert sind bereits vom Burggrafen von Alzey Schultheißen von Nack namentlich bekannt. Bis 1822 hatte Nack keine eigene Gemarkung, sondern gehörte zu Erbes-Büdesheim. Hervorgegangen ist das Dorf aus einem „Rodungshof“. In der Gründungszeit gehörte die Erbes-Büdesheimer-Mark mit ihren Nebendörfern zur Alzeyer-Hundertschaft und damit ursprünglich zum Fürstenhaus der „Salier“. Der „Nacker Fronhof“ ist vermutlich der „Antoniterhof zu Nack“, wobei es sich um den heutigen „Pfalzhof“ handeln dürfte. Eine Abstammungslinie aus dem salischen Fürstenhaus ist die Grafschaft Leiningen. Zu einem unbekannten Zeitpunkt vor 1333 gab der „Graf von Leinigen“ die Ortschaften Erbes-Büdesheim, Aulheim, Rode und Nack den Rittern von Randeck zu „Lehen“. Danach war die Grafschaft Sponheim Lehnsherr des Gottfried von Randeck.

### 15. Jahrhundert bis 17. Jahrhundert
Von 1304 bis 1350 gehörte Nack beziehungsweise Erbes-Büdesheim zur Grafschaft Leiningen. 1336 wurden Gottfried von Randeck und seine Ehefrau Janette von Flersheim mit Willen des Grafen Friedrich von Leiningen mit dem Ort Nack belehnt. Ab 1350 gehörten sie der Vorderen und Hinteren Grafschaft Sponheim an, deren Hauptbesitz im Hunsrück lag. Graf Friedrich von Leiningen und seine Ehefrau Jutta gaben ihre Einwilligung dazu, dass Gottfried von Randeck unter anderem das von ihm zu Lehen rührende Gut zu Nack von Graf Johann von Sponheim und seinen Erben empfangen möge. Nach dem Aussterben der Sponheimer wurden am 10. Juli 1438 wieder ein Gottfried von Randeck und sein Bruder Philipp von den sponheimischen Erben, dem Grafen Friedrich von Veldenz und dem Markgrafen Bernhard von Baden, mit Nack belehnt. Die Grafschaften setzten die Ritter von Randeck als Lehnsträger weiterhin ein. Nach dessen ableben erscheinen zahlreiche neue Lehnsträger. Hierzu existiert um 1633 ein Erbes-Büdesheimer Weistum, welches den Fürsten Ludwig Philipp (Pfalzgraf bei Rhein, kurfürstlicher Pfalz Vormund und Administrator), Georg Wilhelm (Pfalzgraf bei Rhein) sowie Georg Friedrich Wilhelm (Markgraf zu Baden, und Junker Gottfahrts Erben zu Worms) als Lehensträger nennt.
Während dieser Zeit gab es in Nack neben dem „Pfalzhof“ noch den „Hunolsteiner Hof“, der im Besitz der Freiherren zu Hunolstein war. Diese residierten jedoch in der Wasserburg zu Nieder-Wiesen. Der Hunolsteiner Hof soll seinerzeit in sich abgeschlossen und abgegrenzt und nicht den Dorfherren angehörig gewesen sein. Während man zu diesem Zeitpunkt in Erbes-Büdesheim 83 Hausstätten zählte, waren es in Nack nur zwölf. Diese Angabe fällt genau in die Zeit des Dreißigjährigen Krieges (1618–1648). Das spanisch-niederländische Heer unter Marquis von Spinola hatte 1620 alles was zwischen Mainz, Worms und Trier liegt eingenommen und im eroberten Gebiet zahlreiche Städte und Dörfer zerstört. Da Erbes-Büdesheim zu den reformierten Gemeinden zählte, kam es zu einer Rekatholisierung und die Pfarreien wurden wieder mit katholischen Pfarrern besetzt. Viele Reformierte flüchteten zum Selbstschutz ins Ausland. Zur Devastierung, Brandschatzungen und rücksichtsloser Eintreibungsmethoden kam noch die Pest. Durch das weitere Kriegsgeschehen, dem Eintreten des Königs Gustav Adolf von Schweden und dem Nachrücken der kaiserlich-katholischen Truppen sowie hinzukommende Krankheiten, Seuchen und Hungersnöte führten dazu, dass in den Dörfern Rheinhessens „alles Leben zum Erliegen kam“. Höchstwahrscheinlich war dies auch in Erbes-Büdesheim und Nack der Fall gewesen, denn während es bis in das Jahr 1637 Aufzeichnungen wie unter anderem über Verpachtungen oder Bürgermeisterernennungen gibt, fehlen diese bis in das Jahr 1648.
1657 berichtete man über Nack, dass es ein ruiniertes und verwüstetes Dörflein sei, welchem der Krieg übel mitgespielt habe. In den folgenden Jahren des Wiederaufbaus siedelten sich, durch die Bevölkerungspolitik des Kurfürsten Karl Ludwig von der Pfalz gefördert, viele reformierte, aber auch katholische Ausländer, Verfolgte sowie Flüchtlinge aus den Gebieten der Schweiz, den Niederlanden, Belgien und dem Niederrheingebiet an. Ein „Jacob Correel als Churpfaltzischer Hoffmann“ war um 1660 auf dem Pfalzhof ansässig, man geht davon das dieser ein Hugenotte aus Flandern gewesen sei. Aus dem schweizerischen Graubünden stammen die „Engisch’s“ und der Familienname „Deforth“ ist niederländischer Herkunft.
In den Jahren des Pfälzischen Erbfolgekrieges (1688–1697) kam es erneut zu großen Zerstörungen. Mit dem Einmarsch französischer Truppen begann auch wieder die Einführung katholischer Gottesdienste. Der Sitz der reformierten Pfarrei Erbes-Büdesheim wurde nach Ensheim verlegt, die nun für die Betreuung Nacks zuständig war. Chroniken berichten, der reformierte Pfarrer sei während eines Gottesdienstes vor versammelter Gemeinde mit einem Zaunpfahl aus der Kirche gejagt worden.

### 18. Jahrhundert und 19. Jahrhundert
1763 ist ein reformiertes Schulhaus in Nack belegt, 1786 eine römisch-katholische Schule erwähnt. Zu dieser Zeit ist der Bergbau im südwestlich gelegenen Quecksilber-Bergwerk, in der dort ansässigen Karlsgrube (auch Karlsglück genannt), in vollem Gang. 1774 wurden dort noch 355 Pfund Quecksilber gewonnen. Zudem wird für das gleiche Jahr berichtet, dass 41 Familien dort im Bergbauf Beschäftigung fanden. Trotz der angelegter Pumpwerke kam es zu Wassereinbrüchen. Heute sind die verlassenen Schächte und Gruben von Gestrüpp überwuchert, aber immer noch zu erkennen.
Bis Ende des 18. Jahrhunderts gehörte Nack zur Herrschaft Hunolstein. Zwischen 1798 und 1814 war das linksrheinische Gebiet ein Teil der Französischen Republik sowie des Napoleonischen Kaiserreichs und damit aus dem Verband Deutschlands (Heiliges Römisches Reich) ausgeschieden. Von der französischen Direktorialregierung wurde 1798 die Verwaltung des Linken Rheinufers nach französischem Vorbild reorganisiert und damit unter anderem die Einteilung in Kantone übernommen. Die Kantone waren zugleich Friedensgerichtsbezirke. Nack gehörte fortan zum Kanton Alzey, der dem Département du Mont-Tonnerre (Département Donnersberg) untergestellt war. Gerichtlich war im Bereich des Kantons für die Zivilgerichtsbarkeit das Friedensgericht Alzey zuständig, für die Angelegenheiten der freiwilligen Gerichtsbarkeit im Übrigen Notariate.
Die Kantone waren in Mairies eingeteilt. In dieser Zeit wurde Nack von der Mairie Wendelsheim verwaltet. Der erste Bürgermeister von Nack, Nikolaus Honecker, war gleichzeitig Beigeordneter von Wendelsheim.
Nachdem im Januar 1814 die Alliierten das Linke Rheinufer wieder in Besitz gebracht hatten, wurde im Februar 1814 das Departement Donnersberg – und damit auch der Kanton Alzey – Teil des provisorischen Generalgouvernements Mittelrhein. Nach dem Pariser Frieden vom Mai 1814 wurde dieses Generalgouvernement im Juni 1814 aufgeteilt, die rechts der Mosel liegenden Kantone wurden der neu gebildeten Gemeinschaftlichen Landes-Administrations-Kommission zugeordnet, die unter der Verwaltung von Österreich und Bayern stand. Während dieser Zeit gehörte der Kanton Alzey zum Arrondissement Alzey. Der Wiener Kongress (1815) sprach dem Großherzog von Hessen eine Landfläche im ehemaligen Departement Donnersberg mit 140.000 Seelen zu. In einem am 30. Juni 1816 mit Österreich und Preußen geschlossenen Staatsvertrag wurde das auf die nachmalige Provinz Rheinhessen des Großherzogtums Hessen konkretisiert, zu dem auch der Kanton Alzey gehörte.
Das Großherzogtum behielt die in französischer Zeit geschaffenen Strukturen von Verwaltung und Rechtsprechung zunächst bei. Erst am 5. Februar 1835 wurden die elf Kantone der Provinz Rheinhessen durch vier Kreise ersetzt – eine Anpassung an die seit 1832 bestehende Verwaltungseinteilung in den rechtsrheinischen Provinzen des Großherzogtums. Aus dem Kanton Alzey und dem Kanton Wörrstadt wurde der Kreis Alzey gebildet, dem Nack fortan und bis heute angehört.
Das Friedensgericht Alzey wurde 1879 durch das Amtsgericht Alzey abgelöst.
Zwischen 1832 und 1909 stellten 67 Bürger einen Antrag auf Auswanderung und verließen Nack.
1834 zählte Nack 536 Einwohner und der Ort erlangte durch seine frühe Steinindustrie an Bekanntheit. 80 % der Erwerbstätigen arbeiteten damals in den Nacker Steinbrüchen, deren bläulich-grauer Sandstein weite Verbreitung fand. Mit wenigen Ausnahmen waren Nacker Arbeiter im Tagelohn beschäftigt. Neben dem Sandstein wurde Melaphyr oder schwarzer Porphyr abgebaut. Während der Sandstein von ansässigen Steinmetzen weiterverarbeitet wurde, fand der Melaphyr im Straßen- und Wegebau als Randstein Verwendung, sowie als Straßenpflaster und Schotter. Die sogenannten „Nacker Wacken“ wurden mit Pferdegespannen weit in das rheinhessische Land gefahren. Noch 1934 sind auf einem Foto zahlreiche „Wackebrecher“ und „Wackeklopper“ im unteren „Wackebruch“ von Ferdinand Brück zu sehen.
1845 erfolgte die Gründung des „Gesangverein 1845 e.V“. 1872 folgte die Gründung eines zweiten Gesangvereins. Nach dem Ersten Weltkrieg schlossen sich beide Vereine zu einem gemeinsamen zusammen. 1891 wurde die Freiwillige Feuerwehr auf Erlass des Großherzogtums Hessen gegründet.

### 20. Jahrhundert
Mit Beginn des 20. Jahrhunderts geht die Errichtung der beiden Nacker Kirchen einher. 1901 begann man mit dem Bau der katholischen Kirche „Maria Himmelfahrt“. Der Bau der evangelischen Kirche geht zurück auf das Jahr 1903. Bei beiden Kirchen handelt es sich um Saalkirchen, die nach Plänen des Alzeyer Kreisbauinspektors Eduard Heinrich Langgässer gebaut wurden. Bis dato besuchten die Evangelischen die Gottesdienste in Wendelsheim.

## Einwohnerentwicklung
| - 1815: 341 - 1834: 536 - 1910: 486 - 1975: 541 - 1981: 553 - 1985: 506 - 1996: 580 - 2001: 629 - 2004: 631 - 2009: 634 - 2014: 642 - 2023: 597 | In der Zeit um 1633 zählte man um die zwölf Hausstätten in Nack. 1657 berichtete man, dass Nack ein ruiniertes und verwüstetes Dorf sei, dem der Krieg übel mitgespielt habe. In den folgenden Jahren des Wiederaufbaus kam es in Nack zur Ansiedlung von Verfolgten oder Flüchtlingen aus den umliegenden Nachbarländern. 1834 zählte man in Nack 536 Einwohner. Aufgrund diverser Auswanderungen bis 1909 sowie während des Ersten- und Zweiten Weltkriegs reduzierte sich zunächst die Population des Dorfes. 1910 ergab eine Volkszählung, dass in 100 Wohnhäusern 486 Einwohner lebten, davon 334 Protestanten und 152 Katholiken. In der Nachkriegszeit bis 1975 stieg die Einwohnerzahl wieder soweit an, dass die Marke von 1834 überstiegen wurde. Wie die nachfolgende Übersicht verdeutlicht, ist zwischen 1975 und 2014 eine Zunahme von ca. 18 % zu verzeichnen. Die Ursache für den Anstieg in den letzten Jahren findet sich in der Ausweisung der neuen Baugebiete In den 30 Morgen (1990), Am Wingertsberg (1995) und Arnoldsweg (2008). Zum 31. Dezember 2014 gab es in Nack 620 gemeldete Einwohner mit Hauptwohnsitz sowie 22 mit Nebenwohnsitz (nach Angaben aus der Gemeindestatistik der VG Alzey-Land). Damit zählt Nack in der Verbandsgemeinde mit ihren 25.387 Einwohnern eher zu den kleineren Dörfern. Allerdings haben von den 24 Ortsgemeinden der Verbandsgemeinde neun noch weniger Einwohner als die Gemeinde Nack. Die Darstellung mit dem Altersaufbau von Nack weist in etwa das gleiche Bild wie in Gesamtdeutschland aus. Die jüngeren Jahrgänge sind in deutlich geringerer Zahl vertreten. Der Schwerpunkt liegt bei den Männern wie bei den Frauen in der Altersgruppe von 40 bis 49 Jahren. Diese Altersgruppe verzeichnet ebenfalls in der gesamten VG Alzey-Land den größten Anteil. In der Gemeinde werden bis 2011 im Durchschnitt etwa acht Kinder pro Jahr eingeschult. Der Anteil der männlichen Einwohner ist mit 51,03 % nur unwesentlich höher als jener der Frauen mit 48,97 %. |

## Religion
Durch die Reformation, die seinerzeit große Teile des heutigen Deutschlands erfasste, wurde das Dorf Erbes-Büdesheim und somit auch Nack um 1559 herum geschlossen evangelisch, zuerst lutherisch, dann ab 1598 reformiert. Kirche, Pfarrhaus und Schule gehörten damit der evangelischen Gemeinde.
1620 hat das spanisch-niederländische Heer unter Marquis von Spinola alles, was zwischen Mainz, Worms und Trier liegt, eingenommen. Im eroberten Gebiet zerstörte das Heer zahlreiche Städte und Dörfer. Da Erbes-Büdesheim zu den reformierten Gemeinden zählte, kam es später zu einer Rekatholisierung und die Pfarreien wurden wieder mit katholischen Pfarrern besetzt. Während dieser Zeit flüchteten viele Reformierte zum Selbstschutz ins Ausland. Zur Zeit des Dreißigjährigen Krieges (1618–1648) kam es zu großen Zerstörungen. Während der Bevölkerungsansiedlung nach diesem Krieg seit 1648 zogen wieder Evangelisten und Katholiken ins Dorf. Die römisch-katholische Gemeinde wurde erst 1686 durch den Pfarrer Christoph Lautenbach neu gegründet.
In den Jahren des Pfälzischen Erbfolgekrieges (1688–1697) kam es erneut zu großen Zerstörungen. Mit dem Einmarsch französischer Truppen begann wieder die Einführung katholischer Gottesdienste. Da der evangelische Pfarrer seit 1697 nicht mehr in Erbes-Büdesheim wohnen konnte, zog er nach Ensheim und betreute die evangelische Gemeinde Erbes-Büdesheim mit Nack von Ensheim aus. Chroniken berichten, der reformierte Pfarrer sei während eines Gottesdienstes vor versammelter Gemeinde mit einem Zaunpfahl aus der Kirche gejagt worden.
Infolge der Pfälzer Kirchenteilung von 1706 ging die vorhandene Kirche samt Pfarrhaus und Schule in den Besitz der katholischen Gemeinde über. Da die Erbes-Büdesheimer Bartholomäuskirche (heute Michaelskirche) sich jedoch bald als baufällig erwies, musste zum Bau der neuen katholischen Kirche geschritten werden, der von 1736 bis 1745 durch den bekannten Baumeister Caspar Valerius erfolgte. Die reformierte Gemeinde hielt ihre Gottesdienste von 1707 bis 1734 im Rathaus, während ihre Kirche von 1734 bis 1735 unter dem Ensheimer Pfarrer Johann Christoph Steymann errichtet wurde.
Seit dem Beginn des 20. Jahrhunderts verfügt Nack über zwei Kirchen. 1901 begann man mit dem Bau der katholischen Kirche „Maria Himmelfahrt“. Diese ist eine späthistoristische Saalkirche, die nach Plänen des Alzeyer Kreisbauinspektors Eduard Heinrich Langgässer gebaut und 1902 fertig gestellt wurde. In der Kirche fanden sich auch Ausmalungen des ortsansässigen Bildhauers Paul Sipp, jedoch kam es bei der Beschießung während der Einnahme am Ende des Zweiten Weltkriegs zu Schäden, sodass die Kirche nach dem Ende des Krieges restauriert werden musste. Aktuell ist die katholische Kirchengemeinde in Nack der Pfarrei Erbes-Büdesheim zugeordnet. Der Bau der evangelischen Kirche geht zurück auf das Jahr 1903. Hierbei handelt es sich um eine neugotische Saalkirche mir Nordturm, die ebenfalls nach den Plänen von Eduard Heinrich Langgässer gebaut und 1904 fertig gestellt wurde. In der evangelischen Kirche findet sich eine Orgel nach neugotischem Prospekt wieder, die seinerzeit vom regional bekannten Orgelbauer Heinrich Bechstein aus Groß-Umstadt gebaut wurde. Bis dato besuchten die Evangelisten die Gottesdienste in Wendelsheim. 1910 zählte man nach einer Volkszählung 334 Protestanten (68,72 %) und 152 Katholiken (31,28 %). Seit 1975 ist die evangelische Kirchengemeinde Nacks der evangelischen Pfarrei Nieder-Wiesen zugeordnet. Von der Religionszugehörigkeit ergibt sich in Nack ein Übergewicht der Personen mit evangelischer Konfession 44,8 %. Dagegen gehören 34,2 % dem römisch-katholischen Glauben an und 21 % rechnen sich keiner oder einer anderen Glaubensgemeinschaft zu.

## Politik

### Gemeinderat
Der Gemeinderat in Nack besteht aus zwölf Ratsmitgliedern, die bei der Kommunalwahl am 9. Juni 2024 in einer Mehrheitswahl gewählt wurden, und dem ehrenamtlichen Ortsbürgermeister als Vorsitzendem.

### Ausschüsse
- Bau- und Liegenschaftsausschuss (Mitglieder: 5)
- Hauptausschuss (Mitglieder: 5)
- Rechnungsprüfungsausschuss (Mitglieder: 5)
- Sport-, Kultur und Dorfverschönerungsausschuss (Mitglieder: 6)
- Umlegungsausschuss (Mitglieder: 3)
- Wegeausschuss (Mitglieder: 5)[45]

### Bürgermeister
Frank Jakoby-Marouelli (Bürgerverein) wurde 2019 Ortsbürgermeister von Nack. Bei der Direktwahl am 9. Juni 2024 wurde er als einziger Bewerber mit einem Stimmenanteil von 87,3 % für weitere fünf Jahre in seinem Amt bestätigt.
Ortsbürgermeister (seit 1997):
- Erhard Grauer (bis 1997)
- Paul Marouelli (1997–2004)
- Bernhard Hähnel, Bürgerverein (2004–2019)[42]
- Frank Jakoby-Marouelli, Bürgerverein (seit 2019)[47]

### Wappen
| Wappen von Nack | Blasonierung: „In Silber zwischen zwei roten Leisten der blaue Buchstabe N, beseitet von zwei roten Steinen; über der oberen Leiste fünf rote Steine, unterhalb der unteren Leiste drei rote Steine (2:1).“ |
| Wappen von Nack | Wappenbegründung: Das Wappen von Nack geht auf das Hunolsteiner Wappen zurück. |

## Kultur und Sehenswürdigkeiten

### Bauwerke

#### „Nacker Jugendstil“ und Ornamenthäuser
In Nack gibt es sieben Häuser, deren Sandsteinfassaden mit besonderen Rillenornamenten verziert sind. Sie entstanden allesamt zwischen den Jahren 1908 und 1913. Die bis 1908 vorhandenen Häuser waren meist aus Bruchsteinmauerwerk, Schichtenmauerwerk oder aus plan behauenen Quadersteinen gemauert, selten auch verputzt. Das erste Ornamenthaus in Nack entstand als Neubau in der heutigen Hauptstraße 13. Es handelt sich ausschließlich um eingeschossige Wohnhäuser mit Mansarddach oder ausgebautem Dachgeschoss. Die Verteilung von Häusern mit Ornamentfassaden beschränkt sich auf einen kleinen Bereich Rheinhessens rund um Alzey, die seit 1905 entstanden (1905 erster nachweislicher Ornamentbau in der Hofanlage Mainzer Straße 105 in Gau-Odernheim). Die Besonderheit in Nack ist, dass die Häuser zur Straße und in einigen Fällen auch zur einsehbaren Hofseite sowie teilweise auch auf der Giebelseite hin vollflächig ornamentiert sind, während sich die wohl frühesten datierbaren Vorkommen nur auf Teile der Hausfassaden wie Fenster-/Türgewände, Sockelsteine, und Zaunpfosten beschränken. Auffällig ist die Konzentration der Ornamenthäuser in Nack, nirgendwo sonst trifft man auf so viele Beispiele.
Die Ornamente sind flächig reliefiert, sie bestehen aus meist parallel geführten Rillen beziehungsweise Vertiefungen und erhabenen Stegen. Deren Breite und Tiefe variieren auf einzelnen Steinen und die Oberflächen der Stege sind fein gespitzt. Sie zeigen vorwiegend ungegenständliche Muster, aber auch amorphe Formen oder auch stilisierte Handwerkszeichen, Initialen, Pflanzen, Symbole oder auch Tiere. Die Ornamente müssen mit aller Wahrscheinlichkeit im seinerzeit ortsansässigen Steinbruch geschlagen worden sein, da es selten steinübergreifend fortlaufende Muster gibt. Manche Steine sind zudem mit unterschiedlich breiten Werkzeugen bearbeitet, was darauf schließen lässt, dass sie von verschiedenen Steinhauern hergestellt worden sind (die gespitzte Frontseite der Steine wurde mit einem breiten Meißel (Schlag-, Nut- oder Beizeisen) bearbeitet, wobei die Stege nicht immer gleich breit sind, während die Rillen gleiche Breite haben).
Für die Ausführung der Fassaden der Nacker Ornamenthäuser gibt es keine direkten, nachweislichen Vorbilder. Die Gestaltungsform ist in der Architektur- und Steinmetzgeschichte nirgendwo sonst nachweisbar und hat im Nachgang keine Nachahmer gefunden. Die eigenwillige Vorgehensweise kann unter anderem an der abgeschiedenen Lage sowie dem Mangel der Außenwirkung des Dorfes zu tun haben. Nur durch die Steinbruchbesitzer oder die Fuhrunternehmer, die ihre Produkte in die nähere und weitere Umgebung bis nach Mainz lieferten, bestand ein gewisser Außenkontakt. Einzelne Ausgestaltungen von Fenstergewänden und Architekturdetails zeigen zumindest direkte Bezüge zum Jugendstil. Raphael Holzer vom Bundesverband Deutscher Steinmetze tätigte auf Nachfrage folgende Aussage: „Nach Nachfrage in diversen Fachgremien scheint es so, dass es sich bei den … beschriebenen Oberflächenbearbeitungen und Steingestaltungen um eine individuelle Stilrichtung handelt, bei welcher der Steinmetz dem damaligen Auftraggeber ein Unikat geschaffen hat. In einer solchen Ausführung ist bisher nichts vergleichbares bekannt. Gegebenenfalls könnte diese verspielte Oberflächenbearbeitung dann bei Bekannten im Ort Freude gefunden haben und diese ließen sich ihre Fassade ähnlich bearbeiten.“
Liste der Ornamenthäuser in Nack
- Haus, Hauptstraße 13 (1908)
- Hofreite, Hauptstraße 7 (1911)
- Ehemaliges Schul- und Spritzenhaus, Hauptstraße 65 (1911)
- Doppelhaus, Hauptstraße 17/19 (1912)
- Wohnhaus, Hauptstraße 84 (1913)
- Hofreite, Bechenheimer Straße 7 (1913)[50]

#### Sängerhalle
Aufgrund der rapiden Zunahme von Mitgliedern des „Gesangverein 1845 e. V.“ und der zu kleinen Lokalitäten im Dorf, beschloss man während einer außerordentlichen Generalversammlung am 3. November 1951 mit „überwältigender Mehrheit“ den Bau einer „Sängerhalle“. Am 29. November 1951 entschied sich eine neu einberufene außerordentliche Generalversammlung für den Ankauf des Anwesens Weber in der Hauptstraße 41 zum Preis von 5.500,00 D-Mark. Die Mittel zum Ankauf des Grundstückes flossen aus einer von allen Ortsbewohnern unterstützten Spendenaktion. Die Gemeinde spendete 1.000,00 D-Mark. Am 11. Januar 1952 erfolgte der erste Spatenstich und am 23. August 1952 fand die Einweihung statt. Die Motivation während des Baus fanden die Mitwirkenden in den Dichterworten „Frisch Gesellen seid zur Hand, soll das Werk den Meister loben, doch der Segen kommt von oben“ aus Friedrich Schillers Das Lied von der Glocke. Als erstes Chorwerk erklang an diesem Abend der Weihechor. Im Folgejahr folgte die Einweihung des „Sängerheimes“ (Wohnhaus) verbunden mit dem Kreisleistungssingen am 18. und 19. Juli 1953.
Am 4. März 1965 (Aschermittwoch) stürzte morgens um 8.30 Uhr die Sängerhalle unter zu großer Schneelast ein. Während einer Vorstandssitzung am 25. März 1965 beschloss man den Wiederaufbau der Halle. Die Finanzierung sollte über Spenden sowie billige Darlehen beim Kreis-, Land- und Sängerbund gesichert werden. Die Aufbauarbeiten erfolgten zwei Tage später durch die freiwillige Feuerwehr Nack. Im Zuge eines Freundschaftssingen wurde nie neu aufgebaute Halle am 1. Mai 1966 eingeweiht. Die Anteilscheine wurden durch eine Verzichtserklärung der Inhaber als Spende dem Verein überlassen. 1993 konnte man die Restschuld begleichen, womit die Halle fortan im Besitz des Gesangvereins ist. Heutzutage wird die Nacker Sängerhalle vom Gesangverein und deren Mitglieder, der Gemeinde, ortsansässigen Vereinen sowie von Nachbarvereinen für verschiedene Festlichkeiten genutzt. Heute wird die Sängerhalle vom Gesangverein und deren Mitgliedern, der Gemeinde, ansässigen Ortsvereinen, Privatpersonen sowie von Nachbarvereinen zu Feierlichkeiten genutzt.

### Musik
Gesangverein 1845 e. V.
Am 22. Dezember 1845 wurde – unter der Leitung des Herrn Lehrers Gerkhard und dem Vorsitzenden Herrn Schweizer – der Gesangverein gegründet. Die Genehmigung der Satzung erfolgte am 23. März 1846 durch das Kreisamt. Am 4. März 1857 legte der Chorleiter, Herr Philipp Weiß, die Statuten erneut dem Kreisamt vor. Hierdurch nannte sich der Verein fortan „Gesangverein 1857 Nack“. Aus Unterlagen geht hervor, dass sich am 17. Dezember 1872 ein zweiter Gesangverein unter dem Leitung des Herrn Lehrers Siegler mit dem Namen „Eintracht“ gebildet habe. Am 9. und 10. Juni 1907 feierte man das 50-jährige Jubiläum des Gesangvereins mit Fahnenweihe. Bereits vor dem Ersten Weltkrieg haben sich beide Vereine an Gesangswettbewerben beteiligt, bei denen sie oft als Sieger hervorgingen. Als die Vereine nach dem Ersten Weltkrieg ihre Aktivität wieder aufnehmen wollten, haben sich, getrieben von der „ungünstigen Wirtschaftslage“ und dem „Wunsch“ vieler Sänger folgend, die beiden Vereine im August 1921 zum „Gesangverein 1857 Nack“ zusammengeschlossen. Ein Höhepunkt der neuen Vereinshistorie bildet sein erster „Liedertag“ im Juni 1923, an dem 13 Gesangvereine mitwirkten. Am 30. Mai 1937 feierte man das 80-jährige Jubiläum, verbunden mit dem „Kreisleistungssingen“ des Sängerkreises Alzey, an dem 15 Vereine teilnahmen.
Während des Zweiten Weltkriegs beklagte man den Tod vieler Sänger. Mit dem Ende des Krieges erlosch die Vereinstätigkeit gänzlich, als die französische Militärregierung jegliches Vereinsleben untersagte. 1950 wurde der Gesangverein wieder ins Leben gerufen. Am 13. Februar 1950 wurde durch den Landrat des Landkreises Alzey die Gründungsversammlung des Gesangvereins genehmigt und unter dem langjährigen Vorsitzenden, Herrn Jakob Correll, ins Leben gerufen. Dirigiert wurde der Gesangsverein seinerzeit unter der Führung von Kreischorleiter Wilhelm Weber aus Ober-Saulheim. Es folgte 1951 das erste „Kreisleistungssingen“ in Wöllstein sowie 1952 ein „Leistungssingen“ vom Männerchor und gemischten Chor in Wöllstein, mit einem 80 Personen starken Chorkörper.
Aufgrund der raschen Zunahme von Vereinsmitgliedern und der zu kleinen Lokalitäten beschloss man während einer außerordentlichen Generalversammlung am 3. November 1951 mit „überwältigender Mehrheit“ den Bau einer „Sängerhalle“, die am 23. August 1952 eingeweiht wurde. In der Zeit vom 15. bis 17. Juni 1957 feierte man das 100-jährige Bestehen des Vereins mit gleichzeitiger Fahnenweihe, an dem 1.000 Sängerinnen und Sänger aus 21 Vereinen teilnahmen. Am 1. Juni 1958 wurde dem Verein zum 100-jährigen Jubiläum die „Zelter-Plakette“ verliehen. In den Folgejahren nahm der Verein an zahlreichen Auftritten, wie unter anderem Kreisleistungssingen, Bezirkssingen, Freundschaftssingen oder auch den deutschen Sängerbundesfesten teil. Bei Aufräumarbeiten der Kreisverwaltung fand das Vereinsmitglied Herr Ernst Brück die Unterlagen von 1845. Daraufhin folgte am 6. April 1960 die Umbenennung von „Gesangverein 1857“ in „Gesangverein 1845 e. V.“. 1993 ging die Sängerhalle schuldenfrei in den Besitz des Gesangvereins über. Zurzeit umfasst der „Gesangverein 1845 e. V.“ etwa 30 Sängerinnen und Sänger. Das Repertoire besteht aus Chanson, Filmmusik, Folk, Kirchenmusik, Musical, Oper und Operette, Pop, Schlager sowie Volksmusik. Am 4. November 2017 empfing der Gesangverein den Don Kosaken Chor Serge Jaroff für ein gemeinsames Konzert in der Sängerhalle. Der Chor fungierte unter der Leitung von Wanja Hlibka.
Weitere Musikvereine
- Nacktett (Musiker Quartett)

### Geologie
Mineralien
In den Nacker Böden ist das herausragende Mineral der Quarz, vor allem die Varietät Achat, welches im Allgemeinen das herausragende Mineral im Raum Alzey ist. Der Achat trete zumeist in kräftigen Rot- und Orangetönen auf. Dieser komme in Gängen sowie Mandeln (meist unter 6–7 cm) vor und sei in der Regel sehr rissig. Häufig seien Pseudomorphosen nach Carbonaten (z. B. Calcit) und Skolezitachate. Lagen- oder Moosachate seien eher selten vorzufinden. Hämatit finde sich gelegentlich als Glaskopf auf den Feldern. Nahe der Nacker Motorcrossstrecke konnte ein „Achat-Karbonat-Gangstück“ gefunden werden, in dem sich nach dem Absäuern des Calcites „perfekt“ ausgebildete, dicktafelige Hämatitkristalle (Kombination Rhomboeder-Skalenoeder) bis knapp drei Millimeter zeigten. Reines Quarz komme ebenfalls vor, meistens als klare Bergkristallspitzen mit eingeschlossenen Hämatitkügelchen oder als Amethyst, manchmal auch als flaschengrüner Prasiolith. Hierbei handele es sich möglicherweise um Amethyst, der durch erneute natürliche Erhitzung durch vulkanische Aktivität seine Farbe änderte (Rudolf Rykart beschreibe in seinem Buch Quarz-Monographie ähnliche Vorkommen aus dem Grenzgebiet Nevada-Kalifornien).
Liste vorkommender Mineralien
- Baryt
- Calcit
- Goethit
- Hämatit
- Limonit
- Mogánit
- Pyrit
- Quarz (Varietäten: Achat, Amethyst, Chalzedon, Jaspis, Karneol)
- Siderit
- Skolezit[54]

Menhir von Nack
Der Nacker Menhir wurde 1986 südlich der Gemeinde an der nach Bechenheim führenden Landesstraße 407 entdeckt. Er lag etwa 30 m westlich der Straße und 300 m nördlich der Gemeindegrenze. Eine 1987 im Umfeld des Fundortes durchgeführte Ausgrabung brachte keine weiteren Erkenntnisse. Der Stein ist heute mitten im Ort an der Straße Zum Ahrenberg, Nähe der Einmündung zur Bechenheimer Straße, aufgestellt. Er besteht aus Süßwasserquarzit und ist vom Typ her monolithisch. Der Menhir verfügt über eine Höhe von 262 cm, eine Breite von 250 cm sowie eine Tiefe von 70 cm. Er ist unregelmäßig plattenförmig, am oberen Ende abgerundet und läuft in einer dachförmigen Spitze aus.

### Kulturdenkmäler
Die Gemeinde Nack verfügt zurzeit über sieben Kulturdenkmäler, bei denen es sich um je zwei Gebäude, Hofanlagen und Kirchen sowie einer Aufstellung von Grabmälern handelt. Bei dem ältesten Kulturdenkmal handelt es sich um den Hunolsteiner Hof (Bechenheimer Straße 19) aus dem Jahr 1813. Es handelt sich hierbei um ein zweigeschössiges Herrenhaus in barocken Formen mit einer Hofanlage. Ebenfalls als Kulturdenkmal besteht eine Hofanlage mit meinem spätklassizistisches Wohnhaus mit neugotischen Anklängen aus dem 19. Jahrhundert (Hauptstraße 68). Zu den weiteren Kulturdenkmälern zählen die beiden ortsansässigen Kirchen. Zum einen handelt es sich um die römisch-katholische Kirche „Maria Himmelfahrt“ aus dem Jahr 1902 (Hauptstraße 59) sowie die evangelische Kirche aus dem Jahr 1904 (Hauptstraße 55). 1912 wurde die ehemalige Schule im Mansardwalmdachbau fertiggestellt, heute dient das Gebäude als „Dorfgemeinschaftshaus“ und zählt ebenfalls zu den Kulturdenkmälern des Ortes (Hauptstraße 65). Zu den weiteren Kulturdenkmälern zählen der aus Sandstein-Bossenquadertypenbau entstandene „Wasserbehälter“ aus dem Jahr 1928 (südlich des Ortes an der L 407) sowie Grabmäler aus dem Ende des 19. Jahrhunderts, die auf dem ortsansässigen Friedhof beheimatet sind.

### Sport

#### Fußball (TuS 1957 Nack e.V.)
Der TuS 1957 Nack e. V. wurde am 4. Mai 1957 im ehemaligen Gasthaus Zur Friedenseiche gegründet. Als Hauptinitiator gilt der Inhaber des Gasthauses Edwin Wallhäuser. Es wurde bereits vor der Gründung des Fußballvereins Fußball gespielt, jedoch fand sich nach Kriegsende 1945 keine Mannschaft beziehungsweise keine treibende Kraft zur Vereinsgründung zusammen, sodass viele zunächst in den Nachbargemeinden spielten. Zum ersten Vereinsvorsitzenden bestimmte die Gründungsversammlung Heiner Maaß. Mit ihm bildeten Werner Boldt (2. Vorsitzender), Edwin Wallhäußer (Schriftführer und Kassenwart) und die Beisitzer Paul Marouelli, Werner Mahn und Willy Hottenbach den ersten Vorstand. Im Gründungsjahr zählte der Verein 63 Mitglieder, von denen 28 als „Aktive“ zum Fußballspielen bereitstanden. Am 13. August 1957 wurde die Aufnahme in den Südwestdeutschen Fußballverband amtlich beurkundet. Die erste Fußballmannschaft nahm in der C-Klasse Alzey den Spielbetrieb auf.
Da noch kein eigener Sportplatz zur Verfügung stand, bestritt die Mannschaft alle Spiele auswärts. Nach der ersten Saison, welche die Mannschaft im Mittelfeld abschloss, wurde ein von der Gemeinde gepachteter Acker nach der Ernte zum Fußballplatz umgestaltet. Die Einweihung erfolgte am 7. Juni 1958. Zur Einweihung trafen jeweils die Erste und Zweite Mannschaft des Tus Nack auf die Mannschaften der Nachbargemeinde Nieder-Wiesen. Darüber hinaus stellte man eine Altherrenmannschaft, die gegen den VfL Eppelsheim antrat. Abgerundet wurde die Sportplatzeinweihung mit einem „Sportlerball“ in der Sängerhalle.
1961 wurde Hans Grauer an die Vereinsspitze berufen. Als zusätzliche Einnahmequelle veranstaltete der Verein ab 1962 sogenannte „Blitzturniere“. Aus einem Kiosk am „alten“ Sportplatz wurden Würstchen und Getränke bei den Heimspielen verkauft. Am 5. März 1965 wurde Ludwig Müller zum Klubpräsidenten gewählt.
Auf Müller folgte am 14. Februar 1970 Klemens Wernersbach. Nach dem des Tus Nack in der Saison 1970/71 letzter der C-Klasse wurde, stand am Anfang der Amtsperiode von Müller die Aufstellung einer ersten Fußballjugendmannschaft beim TuS Nack. Aus Unterlagen geht hervor, dass man sich bereits 1964 um die Etablierung einer C-Jugend-Mannschaft bemühte, diese jedoch am Mangel der Interessenten scheiterte. Zur Saison 1971/72 konnte man eine C- und eine E-Jugend-Fußballmannschaft zum Rundenwettbewerb anmelden. 1974/75 konnte erstmals dann auch eine A-Jugend gebildet werden, außerdem hatte der TuS Nack eine B-, D- und E-Jugendmannschaft im Rundenwettbewerb beschäftigt. Zur Saison 1975/76 zählte man über 100 Jugendspieler bei einer Einwohnerzahl von rund 500 Menschen.
1975 wechselte man den Sportplatz und fortan stand ein Sportlerheim mit täglicher Öffnung zur Verfügung. Die neue Anlage wurde als Rasenplatz am 27. Juli 1975 mit dem allerersten A-Jugend-Fußballturnier in Nack offiziell eröffnet. Die erste Mannschaft hatte am 2. August 1975 den FC K‘lautern-Erlenbach mit beiden Mannschaften zu Gast, womit die Einweihungsfeierlichkeiten abgeschlossen wurden. Am 26. März 1977 wurde Reinhold Müller als erster Vorsitzender bestimmt. Durch den Gaststättenbetrieb konnte sich der Verein eine Sportheimerweiterung, den Einbau sanitärere Anlagen (1977), die Installation des Flutlichts (1977) sowie die Errichtung eines schützenden Vordachs (1983), selbst finanzieren. Zur Jugendweihnachtsfeier 1978 überraschten der schwedische Nationalspieler Bernd Dobiasch und Benny Wendt vom Bundesligisten 1. FC Kaiserslautern die Nachwuchsmannschaften. Zur Meisterschaftsfeier der B-Jugend folgte 1979 der damalige Mönchengladbacher Torwart Wolfgang Kneib und zu Weihnachten 1979 der Lauterer Libero Hans-Günter Neues. 1979 und 1980 nahm der ehemalige CSSR-Nationalstürmer Karel Nepomucký als Spielertrainer des TuS Steinbach an der Sportwoche des Tus Nack teil. Des Öfteren kam es zu Besuchen des zwanzigfachen Amateurnationalhüters Friedhelm Schulte, ehemaliger Spieler des SG Wattenscheid 09.
1981 wurde der Rasenplatz in einen Hartplatz umgestaltet, der bis zum heutigen Tag zum Trainings- und Spielbetrieb genutzt wird. Als 1987 einen Sanierung des Hartplatzes erneut anstand, befanden sich die Befürworter einer Rasenplatz-Anlage auf dem benachbarten Gelände in einer Mehrheit, bedingt auch durch eine immense Euphorie, die unter anderem der Aufstieg der ersten Mannschaft in ganz Nack hervorgerufen hatte. Auch die Gemeindeverwaltung unterstütze das Vorhaben und bewilligte einen Zuschuss zur Baumaßnahme, die 1988 in die Wege geleitet wurde und 1993 mit der Einweihung und einem großen Sportprogramm endete. In den 1980ern feierte der Verein seine größten sportlichen erfolge. Bis dato konnte sich die Mannschaft von Klasse zu Klasse steigern und stieg in der Saison 1985/86 in die Bezirksklasse auf, was den größten Erfolge des Vereins darstellt. In dieser Zeit übernahm am 26. März 1988 Ottmar Hühner den Vorsitz des Tus Nack. Nachdem sich die Mannschaft vier Jahre in der Bezirksklasse halten konnte, musste sie in der Saison 1989/90 als 15. und Tabellenvorletzter zurück in die A-Klasse absteigen. Dies war zugleich der erste Vereinsabstieg nach 33 Spielzeiten. Die Mannschaft wurde in der Folgesaison weiter in die B-Klasse durchgereicht.
Zum 40-jährigen Vereinsbestehen im Jahre 1997, wurden die Gründungsmitglieder des Vereins mit der goldenen Vereinsnadel ausgezeichnet. Zur Saison 1998/99 erreichte der Verein seinen Tiefpunkt mit dem Abstieg in die Kreisklasse (ehemals C-Klasse). Nach moderaten Start wurde die Mannschaft Meister der Kreisklasse Alzey in Saison 1999/00. In der Saison 2003/04 folgte der erneute Abstieg in die Kreisklasse Alzey. In der Saison 2005/06 erreichte der Tus Nack zum dritten Mal das Kreispokalendspiel, musste sich jedoch einer B-Auswahl des landesligisten RWO Alzey mit 2:5 geschlagen geben. 2007/08 wurde der Tus Nack erneut Meister der Kreisklasse Alzey. Derzeit gehören 214 Frauen, Männer und Jugendliche dem Turn- und Sportverein Nack an.

#### Motorsport
Motocross
Die Gemeinde Nack verfügt über eine Motocross-Strecke, wo früher deutschlandweite Rennen ausgefochten wurden, doch durch Beschwerden der Nachbargemeinde Wendelsheim wegen Lärmbelästigung wurde die Motorsport-Rennstrecke größtenteils stillgelegt. Die Strecke ist momentan im Besitz des Motor-Sport-Club Alzey 1962 e. V. der im Zeitraum zwischen März und Oktober etwa ein- bis zweimal im Monat auf der Strecke trainiert. 2009 zeichnete die Fachzeitschrift Motorradfahrer die Nacker Motorcrosstrecke als eine der 35 besten Enduro-Strecken Deutschlands aus. 2006 fand unter anderem das Eröffnungsrennen der Südwest-Cup Meisterschaft auf der Strecke statt. 2012 war die Strecke Teil der regionalen (Bayern, Hessen, Rheinland-Pfalz, Sachsen und Thüringen) Enduro-Rennserie.
Teufelsrutsch-Bergrennen
Von 1966 bis 2001 wurde auf der Landesstraße 407 zwischen Nack und Wendelsheim das Teufelsrutsch-Bergrennen ausgetragen. Ausrichter der Veranstaltung war der MSC Alzey. Die Strecke galt als eine der kürzesten und schnellsten Strecken im Bergrennsport. Nach 2001 hat die Strecke keine Zulassung mehr für Bergrennen bekommen. Die Strecke verfügte über eine Länge von 1.500 m, Höhenmeter von 60 m und endete auf einer Höhe von 245 m ü. NHN. Der Nacker Sportplatz (Hartplatz) diente als Fahrerlager, das Sportheim als Rennbüro. Der Kartenverkauf sowie die Bewirtung oblag größtenteils dem Nacker Turn- und Sportverein TuS Nack 1957. Für die Veranstaltung engagierten sich über 100 Helfer des TuS sowie weitere freiwillige Helfer. Unter den Teilnehmern fanden sich auch namhafte Motorsportler wie Karl Jordan, Dieter Kern oder auch Jörg Obermoser. Im Zuge der Rheinland-Pfalz-Rallye, in dem das Rennen Teil einer Wertungsprüfung war, fanden sich namhafte Starter wie der zweifachen Rallye-Weltmeister Walter Röhrl mit seinem Beifahrer Christian Geistdörfer, Klaus Fritzinger, Luitpold Prinz von Bayern oder auch Achim Warmbold wieder.

#### Tanzen (Showtanzformation Imagine)
Die Showtanzformation Imagine besteht seit 2016 und gehört dem Nacker Gesangverein 1845 e. V. an. Die Tanzgruppe tritt vor allem an Fastnacht, Showtanzabenden, Turnieren sowie zu besonderen Anlässen auf. Seit 2017 veranstalten sie jährlich im Mai ein Showtanzturnier. Aktuell besteht die Showtanzformation aus 14 aktiven Tänzerinnen sowie einigen Ersatz-Tänzerinnen und jeden Dienstag in der Nacker Sängerhalle.

### Weitere Vereine
- Bauernverein
- Bürgerverein
- Landfrauenverein[71] (Ältester Rheinhessens)
- Theatergruppe GV Nack
- 1.-FC-Kaiserslautern-Fanclub
- Bulldogfreunde Nack[72]
- VdK Bechenheim, Erbes-Büdesheim und Nack

### Regelmäßige Veranstaltungen
- Neujahrsempfang in der Nacker Sängerhalle (Anfang Januar)[73]
- Tannenbaumverbrennung beim TuS Nack (Anfang Januar)[73]
- Nacker Fastnacht (Februar)[73]
- Ostertreffen der Bulldogfreunde, Osterwochenende (seit 2008)
- „Wandertag“ des Bürgervereins (Letzter April-Sonntag, seit 2005)[16]
- „Tanz in den Mai“, Maifeuer auf dem Sportplatzgelände des Tus Nack in der Nacht (1. Mai)[16]
- „Tag der offenen Tür“ der Freiwilligen Feuerwehr Nack (Muttertag)[16]
- Mittelalter-Dorffest, alle zwei Jahre
- Volleyball-Turnier, jeden Sommer
- Kerb, am letzten Augustwochenende
- Sankt-Martins-Umzug (Martinstag)[74]
- Weihnachtsmarkt (Samstag vor dem 1. Advent)[73]

## Wirtschaft und Infrastruktur

### Verkehr
Nack gehört dem Rhein-Nahe-Nahverkehrsverbund (RNN) an, dessen Takt-Buslinie 425 Nack mit Alzey und Wöllstein verbindet. Vom Hauptbahnhof in Alzey bestehen direkte Verbindungen mit Bus oder Bahn nach Bad Kreuznach, Bingen am Rhein, Mainz und Frankfurt am Main. Mit der Fahrplanreform vom 1. August 2019 wird die Linie 425 im Zweistundentakt bedient. Darüber hinaus wird Nack durch die Schullinien 423 und 448 bedient, die Nack mit der Grundschule Erbes-Büdesheim und der Realschule plus Flonheim beziehungsweise der Realschule plus Gau-Odernheim verbindet. Des Weiteren installierte die Verbandsgemeinde Alzey-Land am 6. März 2018 den sogenannten „Bürgerbus“. Dieser bietet einen kostenlosen Fahrdienst für ältere und mobil eingeschränkte Personen, denen wegen Alters und Krankheit die Nutzung eines eigenen Autos oder dem bestehenden Linienbusverkehr nicht möglich ist. Nack gehört der „Projektgruppe 1“ an, der die Weiteren Stationen Alzey, Bechenheim, Erbes-Büdesheim, Flonheim, Kirchheimbolanden, Mauchenheim, Nieder-Wiesen, Offenheim und Wendelsheim bedient. Der Bürgerbus fährt jeden Dienstag und Donnerstag in der Zeit von 08.00–12.00 Uhr und von 14.00–17.00 Uhr.
Von Norden (Wendelsheim) nach Süden (Bechenheim) durchzieht die Landesstraße 407 Nack, dieses Teilstück der L 407 ist ebenfalls ein Teil der Deutschen Schuhstraße. Nördlich – in Wendelsheim – kreuzt die L 407 die Deutsche Alleenstraße (Teil der L 409), somit verfügt die Deutsche Alleenstraße über eine direkte Abzweigung zur L 407 Richtung Nack. Von Osten (Erbes-Büdesheim) nach Westen (Nieder-Wiesen) durchzieht die Kreisstraße 7 Nack. Die L 407 und die K 7 kreuzen sich im östlichen Teil des Ortskerns, an der Kreuzung Bechenheimer Straße–Hauptstraße.
Am 15. September 2024 erfolgte die Einweihung eines etwa 2 km langen Radwegs zwischen Erbes-Büdesheim und Nack, für dessen Bau formaljuristisch Erbes-Büdesheim zuständig zeichnete. Dieser geriet stark Kritik, als sich die Bauarbeiten durch erhebliche Mängel bei der Planung verzögerten, was damit verargumentiert wurde, dass der Bau aufgrund viele Träger eine Komplexe Angelegenheit sei. Auch die Streckenführung änderte sich, ursprünglich sollte diese parallel mit der Kreisstraße 7 direkt in die Ortslage von Erbes-Büdesheim führen. Von Nack her kommend biegt der Weg nun kurz vor Erbes-Büdesheim links in einen bereits befestigten Pfad Richtung Riedertal ein, der am Mehrgenerationen-Platz vorbei direkt zur Ortsmitte führt und im verkehrsberuhigten Bereich der Niedergasse endet.

### Energie

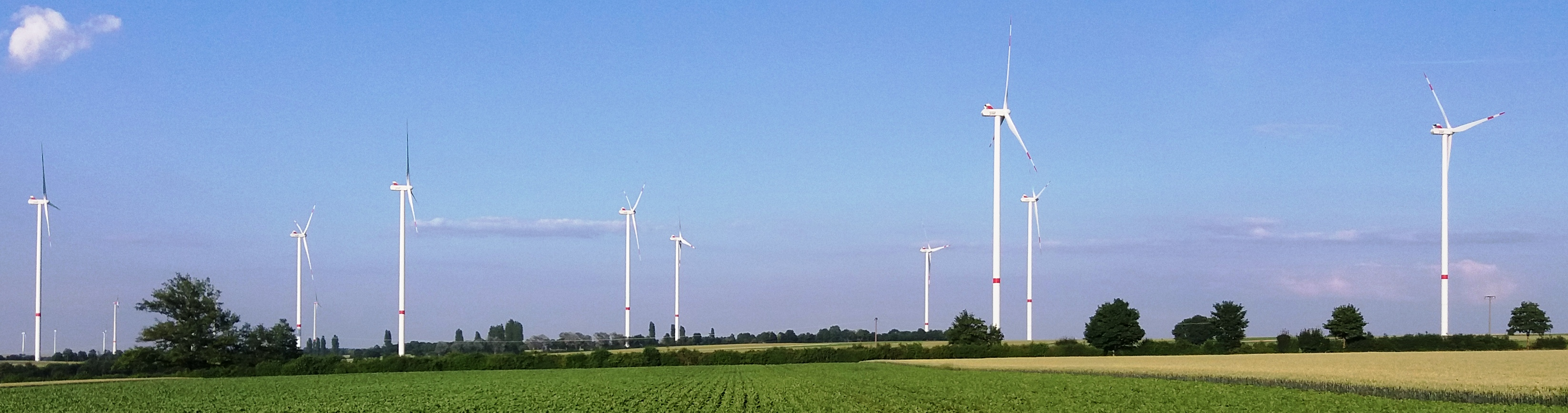
Windpark BENO (2018).

Nack bildet zusammen mit den Nachbargemeinden Bechenheim, Erbes-Büdesheim und Offenheim den Windpark BENO. Der Nacker Gemeinderat sprach sich am 6. Mai 2013 für den Bau dessen aus. Am 16. Mai 2013 folgte der Zuspruch des Gemeinderates Erbes-Büdesheim. Bereits zwei Wochen später begannen die Baumaßnahmen Anfang Juni 2013. Die Inbetriebnahme erfolgte im März 2014. Das Nacker Arial befindet sich im Südwesten der Gemeinde, an den Grenzen zu Bechenheim (südlich), Erbes-Büdesheim (östlich) und Offenheim (südöstlich). Auf Seiten der Nacker Gemarkung befinden sich vier Windkraftanlagen die jeweils eine Energie von 3 kWh sprich insgesamt 12 kWh erzeugen können. Es handelt sich hierbei um den Typ Vestas V112-3.0MW, der von dem Projektentwicklungsunternehmen juwi betrieben wird. Die Windkraftanlagen verfügen über eine Nabenhöhe von 140 m, einen Rotordurchmesser von 112 m sowie eine Gesamthöhe von 196 m. Die Rotordrehzahl beträgt 6,2 bis 17,7 Umdrehungen pro Minute. Der Rotor inklusive Nabe hat ein Gewicht von 71 Tonnen, die Gondol ohne Rotor wiegt 130 Tonnen. Der Windpark Beno verfügt über eine Restriktionswirkung von 6,2 m/s in 140 m über Grund sowie über einen Referenzertrag von 80 %. Mit seinen neun Windkraftanlagen und einer Gesamtleistung von 27 kWh gehört der Windpark BENO zu den größeren Windkraftanlagen in Rheinland-Pfalz. Der Windpark erbringt einen Jahresenergieertrag von ca. 67,5 Mio. kWh, was einen Jahresverbrauch von etwa 16.900 Haushalten entspricht. Die CO2-Einsparung soll über 57.400 Tonnen pro Jahr betragen.

### Öffentliche Einrichtungen
Die Freiwillige Feuerwehr Nack sorgt seit ihrer Gründung im Jahr 1891 für den abwehrenden Brandschutz und die allgemeine Hilfe. Ihr gehört eine Jugendfeuerwehr an.

## Persönlichkeiten

### Persönlichkeiten, die vor Ort gewirkt haben
- Anna Nierstheimer (* 1998[87]), Weinkönigin der Verbandsgemeinde Alzey-Land 2017/18[88] und Rheinhessische Weinprinzessinnen 2022/2023[89]

## Bibliografie

### Dokumentationen
- Harald Hort: Pappelallee in Nack. Hierzuland, Südwestrundfunk, 19. Oktober 2013 (8 Min.).[90]
- Thomas Keck: Die Bechenheimer Straße in Nack. Hierzuland, Südwestrundfunk, 16. Februar 2024 (7 Min.).[91]